# Enjo kōsai
Enjo Kosai (援助交際?) literalmente significa "asistencia-compañía" y se puede interpretar como "citas asistidas" o "citas por compensación". Se trata de una práctica ilegal en Japón, donde hombres mayores pagan a mujeres de varias edades, desde amas de casa a adolescentes o jóvenes de escuela superior (bachillerato), por su compañía en citas o bien para sus servicios sexuales.

## Contacto
Para el año 2000, se estimaba que existían al menos 63,8 millones de usuarios de teléfonos celulares. La Asociación Japonesa de Internet, una organización no gubernamental, reportó que alrededor de una de cada tres jovencitas en edad escolar tenía un celular con el cual podía acceder a internet.
Los contactos empiezan a través de "chat rooms"(salas de chat) o por un "telekura" (clubes telefónicos anónimos), las citas generalmente se conciertan a través del teléfono celular o a través del correo electrónico del teléfono celular. Las chicas llaman a un número gratuito que se anuncia en los alrededores de las escuelas y hablan con hombres, que son los que pagan la llamada. Los propietarios de los teléfonos, que según todos los indicios tienen relación directa con la "yakuza" (la mafia japonesa), alegan que solamente "facilitan" las citas y que no ejercen proxenetismo ni alientan a la prostitución, ilegal en Japón desde 1958.
Otras chicas simplemente dejan su número de teléfono celular o de buscapersonas o 'poke beru', en las cabinas telefónicas o cualquier lugar donde puedan ser encontrados por clientes potenciales, de la misma forma que se encuentran cientos de carteles de 'hot lines'. 
Una vez concertada la cita, la pareja queda en encontrarse en cierto punto, en donde el hombre lleva a la chica a un paseo en algún local de moda, en donde se toman unos refrescos.
También es frecuente encontrar en los bares, chicas en sus "sailor fuku" (uniforme de marinero) el típico uniforme del colegio de las chicas japonesas, (ver personajes de la serie de anime "Sailor Moon") los fines de semana y obviamente, fuera del horario de clases. Es bien conocido que a los varones japoneses o incluso extranjeros, les atrae este "fetiche".
Después de cenar, si es el deseo y voluntad de la chica, (ya que el 'enjo kosai' puede o no involucrar sexo) se acude a un hotel del amor (ラブホテル), que se refiere a los hoteles que alquilan habitaciones por horas para encuentros sexuales.
El precio que el hombre paga por la cita, varía de entre los 20.000 y 40.000 Yenes (180 a 360 dólares americanos) sin incluir la cena, el paseo y hotel.

## Legislación
La prostitución es ilegal en Japón desde los años cincuenta, aunque la definición de prostitución como tal sólo contempla el contacto de genitales. A pesar de que existen leyes acerca de prostitución de menores desde 1990, la práctica del enjo kōsai no ha sido regulada y no cae en ninguna de las definiciones legales de prostitución a menos que el cliente expresamente pague por tener relaciones sexuales con la muchacha, lo cual es raro debido a la naturaleza de los encuentros. 
La edad en Japón para que una mujer pueda tener relaciones sexuales consentidas, dependiendo de la provincia, varía de entre 13 y 18 años de edad, por tal motivo, a ningún hombre que se valga de este tipo de práctica, no se le puede acusar penalmente de estupro o violación de menores.
Analistas, la mayoría de procedencia extranjera, señalan que el porcentaje de jóvenes y adolescentes que se dedican a esta práctica oscila entre el 8% y el 15%. El rango de edades de las chicas que acostumbran esta práctica varía de entre los 12 y los 20 años, con por lo menos una cita de este tipo con algún hombre mayor.

## Cultura del Enjo kōsai
El fin de las chicas es conseguir dinero para comprarse ropa o bolsos de marca o simplemente para la diversión de fin de semana. Esta práctica está muy relacionada, con la subcultura "Kogal" japonesa (Yankee girls), una mezcla del estilo de vida japonés urbano con la moda y estilo americano. Para las chicas japonesas el rechazo social es intolerable y, a diferencia de las de otras culturas, las chicas japonesas están dispuestas a hacer este sacrificio.
A los legisladores o autoridades en general parece no importarles esta actividad, o más bien, no quieren reconocer el problema; pero los medios de comunicación han expresado su opinión al respecto. Existen infinidad de "Mangas" y "Animes" (historietas y películas de dibujos animados japonesas) que tocan este tema, ya sea con toques humorísticos, eróticos o hasta pornográficos. Esta práctica cada vez genera más interés en los extranjeros; aunque, en realidad, pocas jóvenes japonesas aceptan tener este tipo de relación comercial con quienes no sean japoneses.